# 1974 Голяма награда на Австрия
1974 Голяма награда на Австрия е 6-о за Голямата награда на Австрия и дванадесети кръг от сезон 1974 във Формула 1, провежда се на 18 август 1974 година на пистата Йостерайхринг близо до Шпийлберг, Австрия.

## Репортаж
Отново както е по традиция за този сезон настъпиха няколко промени при отборите, като по-голямата идва от отбора на Съртис. Тимът загуби подкрепата си от Банг и Олуфсен, както и Йохен Мас, заради слабите резултати. Вместо това Джон Съртис нае двама пилоти, за да партнират на Дерек Бел: Жан-Пиер Жабуй който безуспешно се опита да се класира за състезанието във Франция за отбора на Исо Марлборо и австриеца Дитер Кестер, който имаше възможност да кара за Съртис преди три години, преди финансови проблеми да предотврати тази възможност. Макларън смениха контузения Майк Хейлууд (който ще обяви края на състезателната си кариера по-късно през сезона) с друг стар познайник, Дейвид Хобс да кара спонсорирания от Yardley of London болид. Хескет за първи път пуснаха втори пилот да участва за тима, редом до Джеймс Хънт. Отборът нае Иън Шектър, който взе участие за ГП на Южна Африка, малко по-рано през сезона за Тийм Гънстън Лотус 72E. БРМ междувременно участват с Жан-Пиер Белтоаз, който има на разположение два P201.
Както при Съртис, Инсайн също загубиха подкрепата си от Теди Йъп, заради недостатъчно финанси и пилота Верн Шупан е заменен от платения Майк Уайлдс. При Ембаси Хил, завръщането на Гай Едуардс за ГП на Германия, повлия негативно на контузената му ръка, и Ролф Щомелен е повикан от тима да кара редом до създателя Греъм Хил. Скудерия Финото дадоха шанс на 25-годишния австриец Хелмут Коиниг да кара миналогодишния Брабам, докато Лео Кинунен отново е в колоната с частния си Съртис. Маки и Еймън решиха да пропуснат това състезание.

### Квалификация
За осми път в своята кариера, Ники Лауда отново е най-бърз пред съперниците си, въпреки че Карлос Ройтеман е на пол-позицията преди австриеца да запише времето си. На втора редица се наредиха бразилците Емерсон Фитипалди и Карлос Паче (като Брабам BT44 се оказа подходяща за това трасе), пред Джоди Шектър, Рони Петерсон, Хънт, Клей Регацони, Артуро Мерцарио и Дени Хълм. Съртис имаха трудна квалификация като само Кестер се класира докато съотборниците си и Кинунен останаха зад 25-а позиция.

### Състезание
Джаки Икс (който стартира 22-ри) реши в последната минута да смени 72E със 76, докато Жак Лафит трябваше да спре в бокса за смяна на гуми, след края на заргявъчната обиколка. Това обаче му изигра лоша шега, след като един от болтовете е заседнала и французина трябваше да стартира от боксовете. Ройтеман победи Лауда на старта, както стори и Паче със сънародника си Фитипалди, който е изпреварен и от Регацони, Хънт и Шектър. Швейцарецът после се справи и с Паче и достигна Лауда в опит да настигнат белия Брабам на Ройтеман.
Том Прайс спря в бокса заради проблем с двигателя и загуби много време при смяната на запалителя на неговия Шадоу, докато Хънт имаше проблем с гумите и в деветата обиколка, англичанина спря за нови. През това време Паче е погълнат от Шектър, преди двигателя му да откаже напълно. Лауда също имаше проблеми, след като двигателя му загуби мощност в 13-а обиколка, а три обиколки по-късно той влезе в бокса за проверка със запалителната система. Това обаче не помогна и австриеца прибра болида си след една бавна обиколка, като по същото време Лафит най-после успя да излезе на пистата.
С отпадането на Лауда, Ройтеман вече имаше комфортна преднина пред втория Регацони, който също имаше голяма разлика пред третия Фитипалди, Петерсон и Паче. Патрик Депайе се намира шести на няколко секунди зад тях, повеждайки групата с Хълм и Икс, с Виторио Брамбила близо до тях. Прайс загуби контрол, след като се присъедини на трасето в 22-рата обиколка, докато проблеми с горивото, приключи състезанието на Мерцарио, както и Белтоаз с повреда в двигателя. Следващия отпаднал е Фитипалди в 38-ата обиколка с повреда в двигателя, което подсили Паче да изпревари Петерсон и Регацони за кратко време, преди теч в маслото да приключи и неговото състезание, две обиколки по-късно.
Въпреки неизправностите на 76, Икс успя да изпревари Хълм, преди да настигне Депайе. Натискът на белгиеца обаче, разконцентрира французина и той се удари с Лотус-а на Икс в 43-та обиколка. И двамата бяха аут, макар че Джаки успя да прибере повредения Лотус в бокса. Регацони е забавен със спукана задна гума, и след това загуби много време в бокса, след необичайна грешка на механиците. Това остави Петерсон на втора позиция, преди Лотус-а да счупи задвижваната полуоска и той също се включи в списъка с отпадналите, осем обиколки до края.
Ройтеман намали темпото си в опит да се предпази от случайна повреда, но все пак успя да финишира първи за своята втора победа в неговата кариера. Аржентинецът пресече финала на 42 секунди от Хълм, като новозеландеца постигна най-добрия си резултат след победата си в Аржентина. Хълм финишира трети, след един проблематичен сезон пред Джон Уотсън, който успя да удържи от атаките на Регацони. Брамбила постигна първата си точка, след като загуби битката си срещу Ферари-то на Клей, малко по-рано, а Хобс завърши на респективната седма позиция от Жан-Пиер Жарие, Кестер, Тим Шенкен, Ханс-Йоахим Щук (който е класиран въпреки отпадане от счупено окачване), Хил и некласирания Токен на Иън Ашли. Лафит също се движеше, но на 17 обиколки назад, показвайки завидна скорост, въпреки че се включи в състезанието в 17-а обиколка.

## Класиране
| Поз | No | Пилот             | Конструктор      | Обиколки | Време/Отпадане  | Място | Точки |
| --- | -- | ----------------- | ---------------- | -------- | --------------- | ----- | ----- |
| 1   | 7  | Карлос Ройтеман   | Брабам-Форд      | 54       | 1:28:44.72      | 2     | 9     |
| 2   | 6  | Дени Хълм         | Макларън-Форд    | 54       | + 42.92         | 10    | 6     |
| 3   | 24 | Джеймс Хънт       | Хескет-Форд      | 54       | + 1:01.54       | 7     | 4     |
| 4   | 28 | Джон Уотсън       | Брабам-Форд      | 54       | + 1:09.39       | 11    | 3     |
| 5   | 11 | Клей Регацони     | Ферари           | 54       | + 1:13.08       | 8     | 2     |
| 6   | 10 | Виторио Брамбила  | Марч-Форд        | 54       | + 1:13.82       | 20    | 1     |
| 7   | 33 | Дейвид Хобс       | Макларън-Форд    | 53       | +1 Об.          | 17    |       |
| 8   | 17 | Жан-Пиер Жарие    | Шедоу-Форд       | 52       | +2 Об.          | 23    |       |
| 9   | 30 | Дитер Кестер      | Съртис-Форд      | 51       | +3 Об.          | 25    |       |
| 10  | 23 | Тим Шенкен        | Троян-Форд       | 50       | +4 Об.          | 19    |       |
| 11  | 9  | Ханс-Йоахим Щук   | Марч-Форд        | 48       | Окачване        | 15    |       |
| 12  | 26 | Греъм Хил         | Лола-Форд        | 48       | +6 Об.          | 21    |       |
| НКл | 35 | Иън Ашли          | Токен-Форд       | 46       | Не е класиран   | 24    |       |
| Отп | 1  | Рони Петерсон     | Лотус-Форд       | 45       | Полуоска        | 6     |       |
| Отп | 2  | Джаки Икс         | Лотус-Форд       | 43       | Сблъсък         | 22    |       |
| Отп | 4  | Патрик Депайе     | Тирел-Форд       | 42       | Сблъсък         | 14    |       |
| Отп | 8  | Карлос Паче       | Брабам-Форд      | 41       | Теч-гориво      | 4     |       |
| Отп | 5  | Емерсон Фитипалди | Макларън-Форд    | 37       | Двигател        | 3     |       |
| НКл | 21 | Жак Лафит         | Исо Малборо-Форд | 37       | Не е класиран   | 12    |       |
| Отп | 20 | Артуро Мерцарио   | Исо Малборо-Форд | 24       | Горивна система | 9     |       |
| Отп | 16 | Том Прайс         | Шедоу-Форд       | 22       | Завъртане       | 16    |       |
| Отп | 14 | Жан-Пиер Белтоаз  | БРМ              | 22       | Двигател        | 18    |       |
| Отп | 12 | Ники Лауда        | Ферари           | 17       | Двигател        | 1     |       |
| Отп | 27 | Ролф Щомелен      | Лола-Форд        | 14       | Инцидент        | 13    |       |
| Отп | 3  | Джоди Шектър      | Тирел-Форд       | 8        | Двигател        | 5     |       |
| НКв | 31 | Иън Шектър        | Хескет-Форд      |          |                 |       |       |
| НКв | 43 | Лео Кинунен       | Съртис-Форд      |          |                 |       |       |
| НКв | 18 | Дерек Бел         | Съртис-Форд      |          |                 |       |       |
| НКв | 22 | Майк Уайлдс       | Инсайн-Форд      |          |                 |       |       |
| НКв | 19 | Жан-Пиер Жабуй    | Съртис-Форд      |          |                 |       |       |
| НКв | 32 | Хелмут Коиниг     | Брабам-Форд      |          |                 |       |       |

## Класиране след състезанието
| Поз | Пилот             | Точки |
| --- | ----------------- | ----- |
| 1   | Клей Регацони     | 46    |
| 2   | Джоди Шектър      | 41    |
| 3   | Ники Лауда        | 38    |
| 4   | Емерсон Фитипалди | 37    |
| 5   | Карлос Ройтеман   | 23    |
| 6   | Рони Петерсон     | 22    |
| 7   | Дени Хълм         | 18    |
| 8   | Майк Хейлууд      | 12    |

| Поз | Конструктор   | Точки   |
| --- | ------------- | ------- |
| 1   | Ферари        | 59      |
| 2   | Макларън-Форд | 55 (57) |
| 3   | Тирел-Форд    | 45      |
| 4   | Лотус-Форд    | 29      |
| 5   | Брабам-Форд   | 24      |
| 6   | БРМ           | 10      |
| 7   | Хескет-Форд   | 8       |
| 8   | Шадоу-Форд    | 7       |